# Santos Cravos

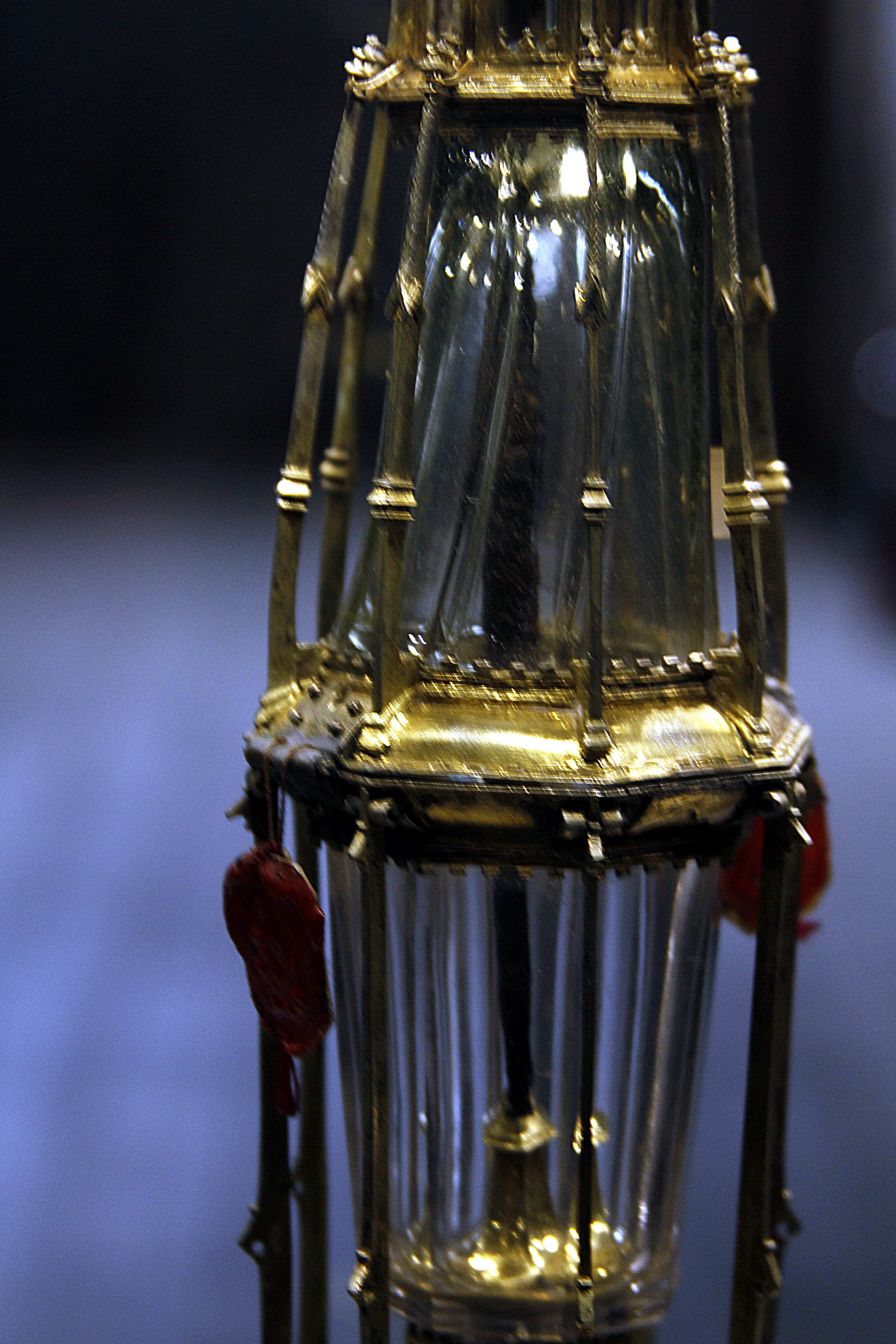
Um dos pregos em Santa Maria della Scala, in Siena.

Os Santos Cravos, venerados como relíquias por algumas denominações cristãs, correspondem aos pregos, ou cravos, utilizados na crucificação de Jesus Cristo.

## História
Os pregos supostamente originais da crucificação foram uma das relíquias mais populares durante a Idade Média. A dada altura existiram cerca de 700 exemplares do objecto de veneração. Dentro desta multidão de pregos, destaca-se a relíquia encontrada pela Imperatriz Helena de Bizâncio e que foi fundida para fazer um estribo para Constantino I. Na mesma altura, outro exemplar foi utilizado para um diadema conhecido pela Coroa de Ferro da Lombardia.
As primeiras representações da crucificação mostram apenas dois pregos, utilizados nas palmas das mãos. Mais tarde, Cristo aparece crucificado com três pregos (um para ambos os pés), posição conhecida como triclavianismo, em várias manifestações artísticas. Segundo a tradição iconográfica cristã mais recente, o número de pregos foi quatro, dois nas mãos e dois nos pés, sendo esta a posição geralmente aceita pela Igreja Católica.
Note-se que a crucificação era um método de execução muito comum no fim da República, princípio do Império Romano, aplicado a criminosos de delito comum, não cidadãos de Roma (os cidadãos não eram sujeitos a pena capital, a não ser por alta traição). Em 33, ano da morte de Jesus Cristo, havia, portanto, uma longa prática de crucificar pessoas. Normalmente, os condenados não eram pregados na cruz, mas sim atados com cordas. Experiências recentes mostram que dificilmente o corpo de um homem adulto se mantém seguro por pregos, insuficientes para suster o seu peso. Diante disto, tem-se a ideia que Cristo primeiro foi atado à Vera Cruz pelos braços com cordas e depois suas mãos ou pulsos foram pregadas.

## Relíquias
Hoje em dia, são trinta os cravos remanescentes, e pertencem às dioceses católicas de Roma, Veneza, Aachen, Madrid, Nuremberga, Praga, entre outras. Segundo a Enciclopédia Católica, a autenticidade dessas relíquias não é confiável.